# Piophila scutellata
Piophila scutellata är en tvåvingeart som först beskrevs av Harrison 1960.  Piophila scutellata ingår i släktet Piophila och familjen ostflugor.
Artens utbredningsområde är Vanuatu. Inga underarter finns listade i Catalogue of Life.